# 宗教虐待
宗教虐待（しゅうきょうぎゃくたい、英語: religious abuse）とは、宗教、信条、信仰の元に行われる何らかの力の行使を指す。宗教団体や人間関係の中で行使される。
日本では、カルト宗教での宗教二世の人権問題として取り扱われる事が多いが、医学的には上記の通りより広い概念である。日本では、カルトやセクトの指定制度はないものの、特に外国でカルトやセクトと指定された宗教団体（旧統一教会、エホバの証人、旧オウム真理教など）で見られる。
宗教虐待の問題は日本国の法律では定義されておらず、宗教虐待を受けた宗教2世による提言が行われている。

## 心理的虐待
宗教の教義を利用した心理的操作は虐待に分類される。主に子供や心理的に脆弱な立場にいる大人が心理的な宗教虐待の標的となり、善意によるものも悪意によるものも含まれる。
悪意のない（well-intentioned）宗教虐待であっても、被害者が恐怖症を発症したり長期的なうつ病に陥ったりするなど、長期的な心理的影響が生じる場合がある。また、宗教から脱会したあとであっても、恥などの感情が持続する場合がある。医学的治療を拒否するなど、自傷行為に走ったりする場合もある。
著書『Religious Abuse』で、長老派教会牧師のKeith Wrightはこういった虐待の一例について書いている。Wrightが子供の頃、クリスチャン・サイエンスを信仰する母が重い病気に罹り、入院治療を受けることになった。しかし、クリスチャン・サイエンスの教会員はWrightの母に治療ではなく祈りを信じるよう説得した。ライトの母はその後しばらくして亡くなった。教会員に悪意はなかったと考えられるが、教会員が宗教の教えをWrightの母を操作するのに利用したことが母の死に繋がったのである。
200人の大学生を対象とした最近の研究で、12.5%の学生が少なくとも1つの形態の宗教虐待の被害者となったことがあると回答した。この研究は『Journal of Interpersonal Violence』で公表され、宗教虐待が解離性障害などの精神疾患に発展する可能性が示唆された。

## 虐待の構造

### 子への刷り込み
東洋経済新報社が2022年に行った宗教2世へのアンケート調査調査によれば、宗教2世にとって最も苦痛だったことは「信仰を強制されること」であった。「親が布教活動をする」「自分が布教活動をさせられる」が次に多かった。
また、幼少期から脱会したり信仰心がなかったりすると「地獄行きだよ」などと恐怖を刷り込み、精神と行動を縛る。
さらに、「嫌われたくないために従った」という被害者の証言もある。

### 排斥制度への恐れ
例えば、カルトの一つであるエホバの証人では排斥という村八分制度があり、親子間でも無視しなければならないという運用実態がある。
このような村八分を親子間でも実行されるのを恐れて続けるという証言もある。子どもはこうしたことを恐れて従うことを強制される。